# ГЕС Генале-Дава III
ГЕС Генале-Дава III — гідроелектростанція в Ефіопії. Використовує ресурс із Генале, лівого витоку Джуби (басейн Індійського океану).
У межах проєкту річку перекрили кам'яно-накидною греблею з бетонним облицюванням висотою 110 метрів та довжиною 456 метрів. Вона утворила водосховище з площею поверхні 98 км2 та об'ємом 2,57 млрд м3 (корисний об'єм 2,34 млрд м3), у якому припустиме коливання рівня в операційному режимі між позначками 1080 та 1120 метрів НРМ.
Зі сховища ресурс транспортується через дериваційний тунель довжиною 12,4 км із діаметром 8,1 м. На завершальному етапі вода проходить через напірну шахту висотою 216 метрів та напірний тунель довжиною 0,29 км. У системі також працює вирівнювальний резервуар висотою 120 м.
Споруджений у підземному виконанні машинний зал обладнали трьома турбінами типу Френсіс потужністю по 84,7 МВт, які використовують напір у 280 метрів та забезпечують виробництво 1640 млн кВт·год електроенергії на рік.
Відпрацьована вода повертається до річки повідвідному тунелю довжиною 0,8 км та каналу довжиною 0,5 км.
Видача продукції відбувається по ЛЕП, розрахованій на роботу під напругою 230 кВ.